# Agfa Selecta

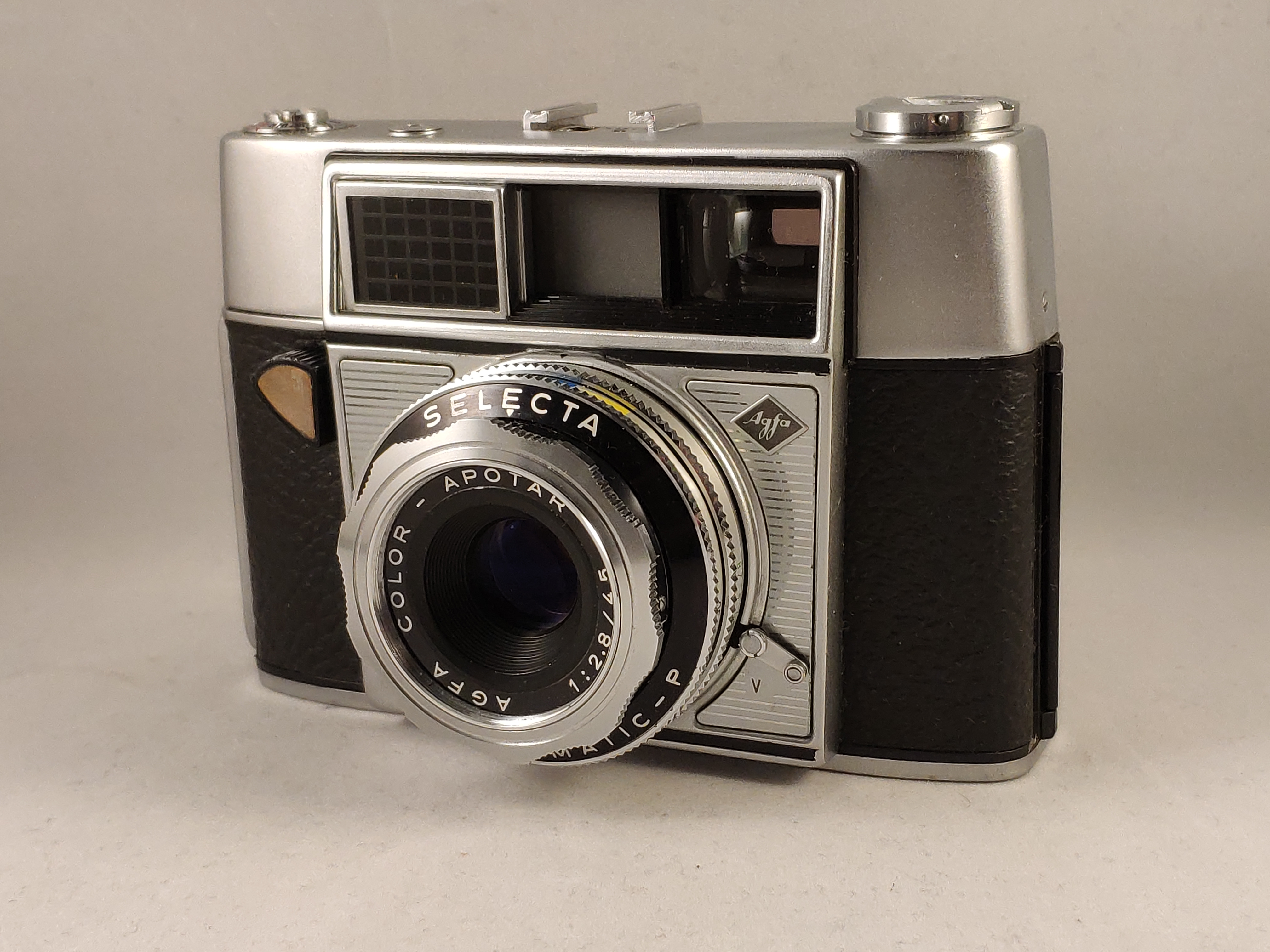
Agfa Selecta

Bei der Selecta handelt es sich um eine 1962 eingeführte Kamera mit Blendenautomatik aus dem Agfa Camerawerk München, die von der Agfa Optima abgeleitet und bis 1967 im Programm blieb. 1970 folgte dann die Agfa Selectronic.
Unter der Bezeichnung Selectaflex gab es eine Spiegelreflexkamera mit Wechselobjektiven, die kein Nachfolgemodell erhielt. Somit handelte es sich um die letzte im Camerawerk München gebaute Spiegelreflexkamera.

## Selecta

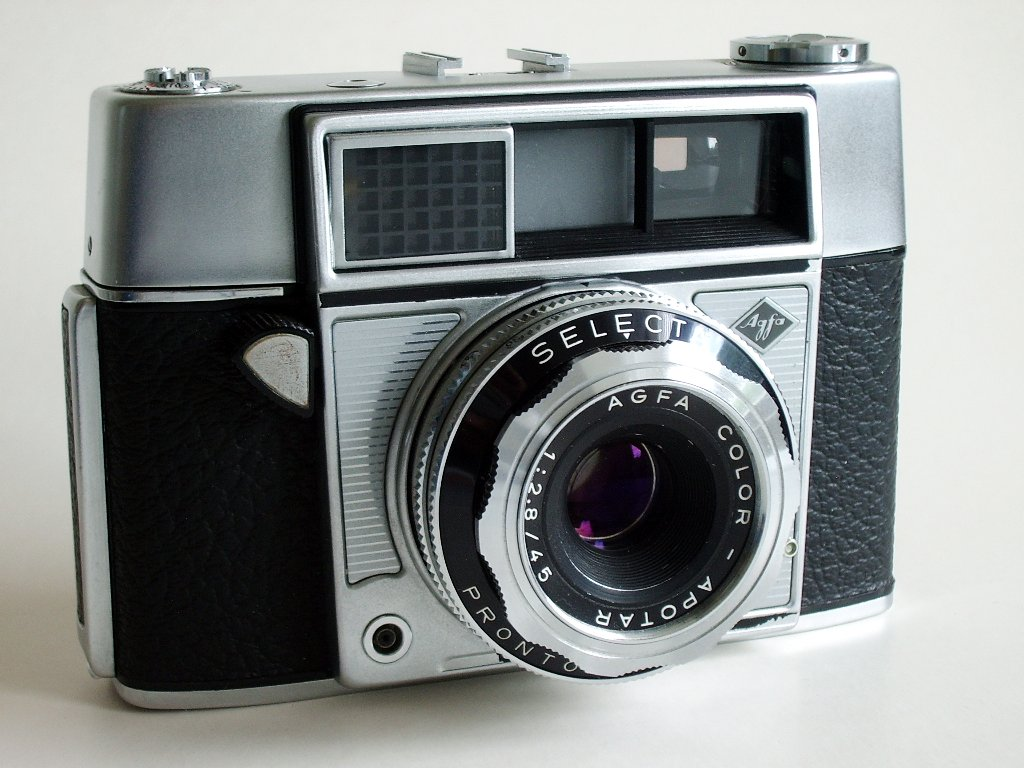
Agfa Selecta

Die Selecta erschien 1962 als Kamera mit Blendenautomatik für 278 DM. Der Modellname ergab sich dadurch, dass Agfa von einer selektiven Automatik sprach.

### Vorgeschichte
Agfa hatte bereits 1956 mit der Automatic 66 eine Kamera mit Zeitautomatik angeboten, jedoch für das Mittelformat, da sich die erforderlichen Komponenten noch nicht in das Gehäuse einer Kleinbildkamera unterbringen ließen. 1959 folgte dann mit der Optima die erste vollautomatische Kleinbildkamera, sie arbeitete mit einer Programmautomatik, der Fotograf konnte also keinen Einfluss auf die Kombination von Blende und Zeit nehmen. Deswegen lag es nahe, eine Variante für engagierte Fotografen abzuleiten. Allerdings verkaufte sich die Optima derart ausgezeichnet, dass dafür zunächst keine Produktionskapazität zur Verfügung stand.

### Gehäuse
Die Selecta verwendete das ursprüngliche Aluminiumdruckguss-Gehäuse der Optima. Dabei entfiel das hier nicht erforderliche Einstellrad für den Blitzbetrieb unterhalb des Auslösehebels. Außerdem war der Rückspulknopf nicht mehr versenkbar und hatte eine ausklappbare Kurbel. Wie bei der Optima gab es ein Schnellschalthebel oben an der Kamera, auch befand sich das Zählwerk in Gestalt einer schmalen Walze an der Rückseite der Kamera nahe dem Kameraboden, es zählte rückwärts und musste infolgedessen nach dem Filmeinlegen auf die passende Bildzahl eingestellt werden.

### Verschluss
Der Verschluss Prontor-Matic-P von Gauthier besaß ein ungewöhnliches Merkmal: die Belichtungszeit konnte stufenlos eingestellt werden. Dabei reichte die Belichtungszeit von 1⁄30 s bis 1⁄500 s, zudem gab es die Stellung B für Langzeitaufnahmen. Es existierte auch ein Selbstauslöser, der Hebel dazu befand sich neben dem Objektiv in Kamerablickrichtung links unten. Auf der anderen Seite befand sich die Buchse für den Blitzanschluss, der Zubehörschuh hatte keinen Kontakt, der Blitz musste über Kabel angeschlossen werden. Zum Blitzen musste die Blende manuell eingestellt werden, wobei es nur eine X-Synchronisation gab. Mit einem Elektronenblitz konnten alle Verschlusszeiten verwendet werden, mit Blitzbirnchen nur 1⁄30 s.

### Belichtungsmessung
Die von der Optima bekannte Magische Taste in Kamerablickrichtung rechts vom Objektiv war für die Zeitautomatik zuständig. Dazu musste der Blendenring auf A stehen. Im Sucher gab es einen roten Kreis am rechten Bildrand. Leichtes Drücken der magischen Taste sorgte dafür, dass der Kreis grün wurde und den gewählten Blendenwert anzeigte, wenn die Lichtverhältnisse eine korrekte Belichtung erlaubten. War es für die gewählte Belichtungszeit zu hell oder zu dunkel, dann blieb der Kreis rot. Anschließend musste die Magische Taste bis zum Anschlag gedrückt werden, um auszulösen. Das System arbeitete ähnlich wie die Programmautomatik der Optima, es benötigte also keine Batterie, sondern nur den Strom der Selenzelle.  
Die Filmempfindlichkeit konnte mit einem Geldstück oben auf der Kamera an einem Rad eingestellt werden. Der Bereich reichte von ISO 12/10° bis ISO 24/200°.

### Objektiv
Die Selecta besaß ein Color-Apotar f/2,8 mit 45 mm und drei Linsen. Obwohl sich die Kamera an technisch interessierte Fotografen wandte, gab es genau wie bei den Optima-Kameras die drei Symbole Porträt, Gruppe und Landschaft oben auf dem Objektiv und eine Entfernungsskala an seiner Unterseite.

### Verbreitung
Die Selecta fand nur eine geringe Verbreitung, da der Verkaufspreis für eine Kamera mit einem dreilinsigen Objektiv ziemlich hoch ausfiel. Dies kam durch das teuer zu fertigende Aluminiumgehäuse zustande.

## Selecta m

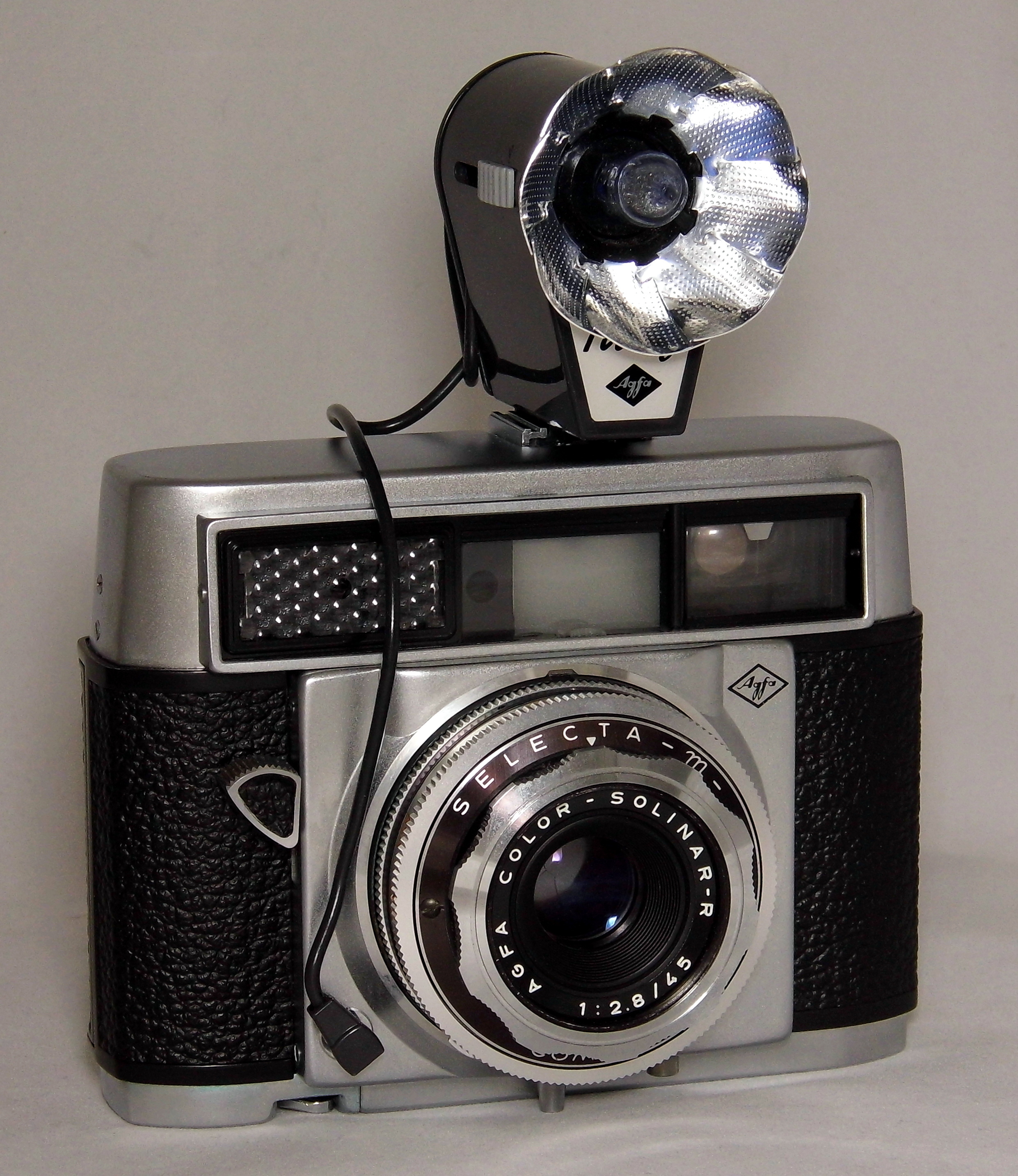
Selecta m mit Blitz Agfa Tully

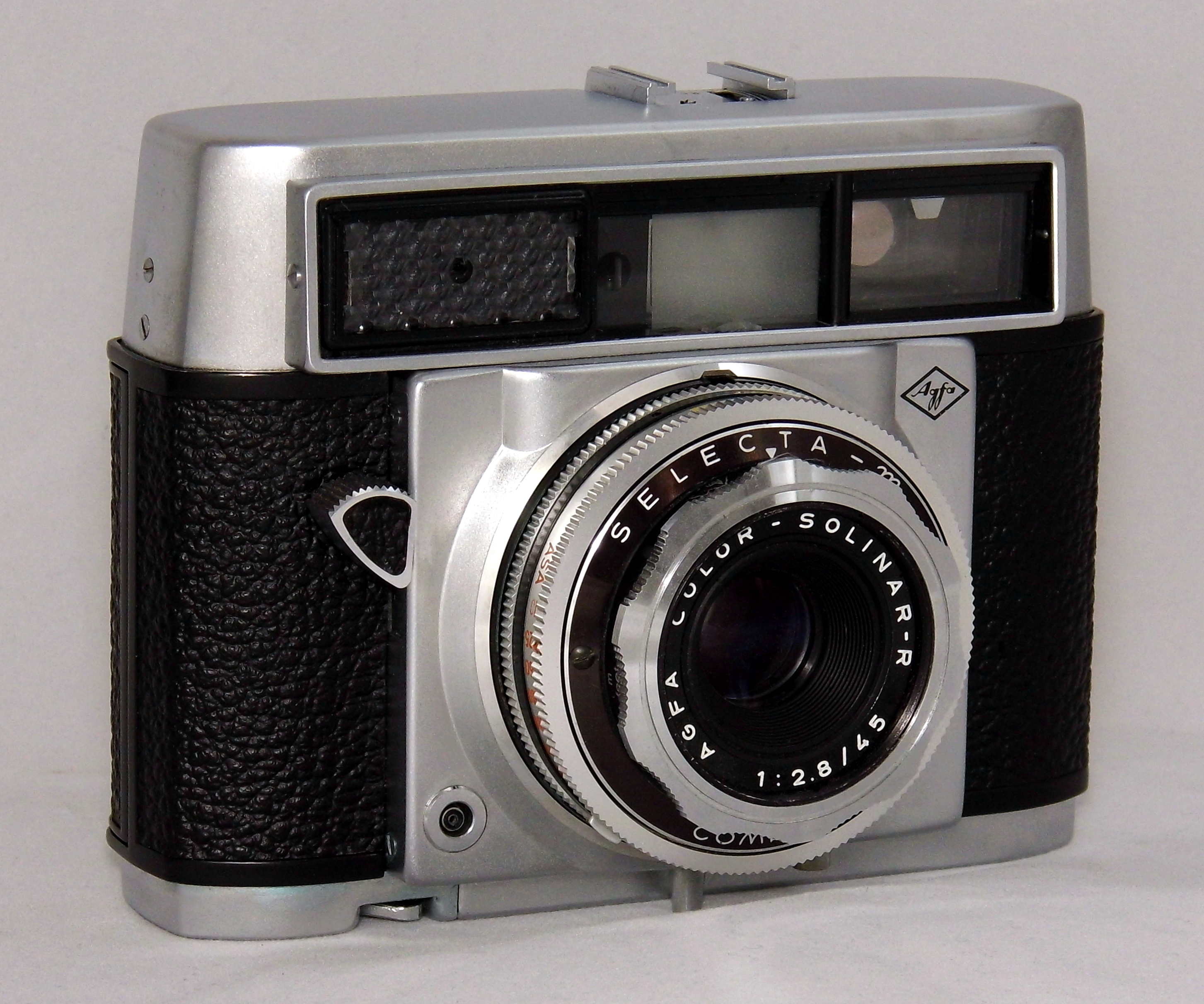
Agfa Selecta m

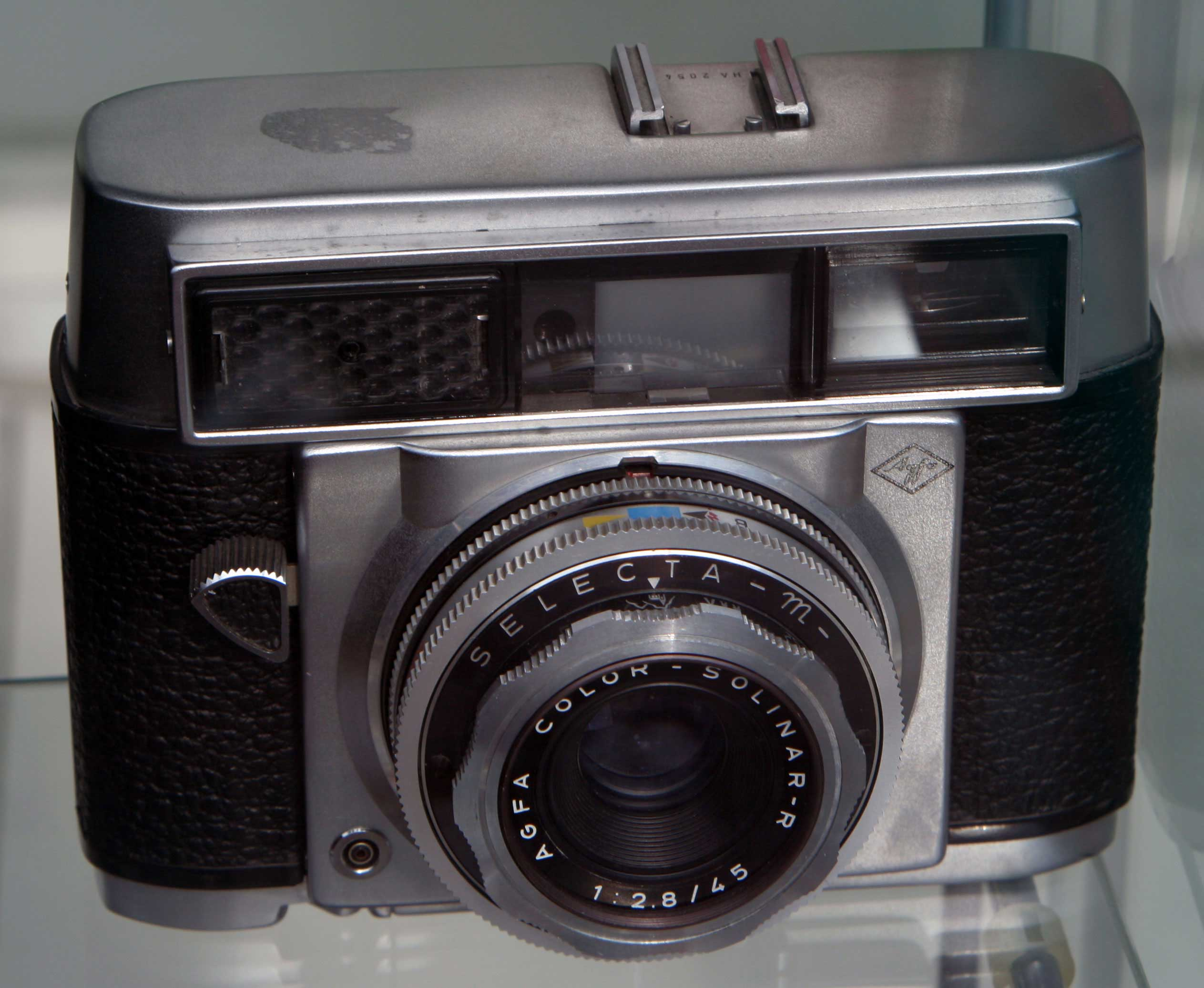
Agfa Selecta m

Bei der Selecta m handelte es sich um eine Kamera mit eigenständigen Gehäuse, die einen motorischen Filmtransport besaß. Agfa hat sie 1962 zum Verkaufspreis von 599 DM gleichzeitig mit der Selecta vorgestellt.

### Entstehung
Bei der Selecta m handelt es sich nicht um eine Entwicklung des Agfa Camerawerks, sondern um eine Übernahme von Iloca. Das Agfa Camerawerk München hat Iloca Camera aufgekauft, um an zusätzliche Arbeitskräfte zu gelangen. Dadurch hatte man auch Zugriff auf die Ilcoa Electric, eine Kleinbildkamera mit Wechselobjektiv und eingebautem Motor. Agfa baute sie dann zu einer Kamera mit fest eingebautem Objektiv um.

### Gehäuse
Im Camerawerk München hat man das Gehäuse der Ilcoa Electric genommen und von der Selecta die Platte um das Objektiv herum mitsamt dem Magischen Hebel daran montiert. Der Filmtransport lief immer elektrisch ab, es gab keinen Transporthebel für eine manuelle Bedienung. Dazu musste ein Deckel am Kameraboden mit einem Geldstück aufgeschraubt werden, um zwei Mignonzellen einzulegen. Agfa gab für neue Batterien eine Bildfrequenz von 1,5/s an, allerdings gab es noch keine Alkali-Mangan-Zellen zu kaufen und die gewöhnlichen Batterien, also Zink-Kohle-Zellen ließen bereits nach kurzer Zeit in ihrer Leistungsabgabe nach. Für den Rücktransport gab es ein Knopf mit ausklappbarer Kurbel am Kameraboden. Zum Öffnen der Rückwand musste man ihn herausziehen, wobei sie abnehmbar konstruiert war. Das Zählwerk zählte wie von den übrigen Agfa-Kameras gewohnt rückwärts, es befand sich aber nicht in der Nähe des Kamerabodens, sein Daumenrad lag über dem Rückdeckel und die Anzeige gegenüber und damit über dem Objektiv.

### Objektiv
Dem Verkaufspreis entsprechend baute man ein vierlinsiges Objektiv ein, das Color Solinar R, f/2,8 mit 50 mm ein, wobei R für den Zulieferer Rodenstock stand. Der im Objektiv eingebaute Zentralverschluss ermöglichte aber ungeachtet des hohen Kamerapreises keine langen Belichtungszeiten, sondern lediglich 1⁄30 s, 1⁄60 s, 1⁄125 s, 1⁄250 s, 1⁄500 s und B.
Trotz des eingebauten Entfernungsmessers gab es wie bei der Selecta die drei Symbole für die Entfernungseinstellung Porträt, Gruppe und Landschaft oben auf dem Objektiv und eine Entfernungsskala an der Unterseite.

### Sucher
Der Sucher besaß ein Parallaxenausgleich und er besaß ein Mischbild-Entfernungsmesser. Dazu gab es in der Mitte einen kreisrunden Fleck, in dem Doppelbilder zu erkennen waren, wenn die Entfernung nicht korrekt eingestellt war. Anders als bei der Selecta befand sich das Feld für die Belichtungsanzeige am oberen Bildrand.

### Belichtungsmessung
Die Belichtungsmessung ging grundsätzlich wie bei der Selecta vonstatten, in Automatik-Stellung des Blendenrings wechselte nach leichtem Drücken der Magischen Taste eine Markierung im Sucher ihre Farbe von Rot auf Grün, wenn die Lichtverhältnisse eine korrekte Belichtung ermöglichten. Es wurde aber kein Blendenwert angezeigt.
Da Iloca am Gehäuse keine Einstellmöglichkeit vorgesehen hatte, wurde die Filmempfindlichkeit wie bei der Ambiflex am Blendenring eingestellt, der Bereich reichte von ISO 11/12° bis ISO 33/1600°.

### Verbreitung
Die Selecta m fand aufgrund ihres sehr hohen Preises für eine Sucherkamera ohne Wechselobjektiv nur eine sehr geringe Verbreitung. Deswegen ging man vom ursprünglichen Plan ab, eine Optima electric anzubieten, also die Kombination Motorantrieb plus Programmautomatik, obwohl man bereits mehrere Prototypen und Pressefotos dafür erstellt hatte.

## Selectaflex
1963 stellte Agfa die Blendenautomatik sogar in einer Spiegelreflexkamera mit Wechseloptik und Prismensucher vor, sie trug eine unübersehbare Selenzelle zur Belichtungsmessung. Es handelte sich um eine Weiterentwicklung der Ambiflex, die bis 1967 in Produktion blieb und dann keinen Nachfolger mehr erhielt. Erst 1980 kam mit es mit der Selectronic wieder zu einer solchen Kamera mit Agfa-Schriftzug, die aber von einem Fremdhersteller stammte.

### Gehäuse
Das Kameragehäuse war in den Grundzügen unverändert, es war also nach wie recht schwer, aber kompakt gehalten und hatte ein lautes Auslösegeräusch.

### Verschluss
Wie die Ambiflex besaß auch die Selectaflex den Zentralverschluss Prontor-Reflex und somit eine Blitzsynchronisation mit allen Zeiten sowie die Verschlusszeiten 1 s, 1⁄2 s, 1⁄4 s, 1⁄8 s, 1⁄15 s, 1⁄30 s, 1⁄60 s, 1⁄125 s, 1⁄300 s und B. Der Verschluss hatte auch hier zur Folge, dass es keinen Rückschwingspiegel gab, also nach dem Auslösen der Sucher solange dunkel blieb, bis der Film transportiert wurde. Dies ließ sich auch nicht ändern, da der Zentralverschluss nach dem Auslösen erst wieder öffnete, wenn er wieder aufgezogen wurde, was aber mit dem Filmtransport gekuppelt war. Der Verschluss besaß einen Selbstauslöser mit 10 s Vorlaufzeit, für den ein seitlich angeordneter Hebel umgelegt werden musste.
Zum Blitzen mit M-Synchronisation, also für Blitzbirnen mit ihrer verzögerten Zündung, gab es am Zeitenrad zwischen den Einstellungen 1⁄30 s und 1⁄15 s eine mit Blitz-Symbol markierte Position. Für Elektronenblitzgeräte konnten alle Zeiten verwendet werden. Die Anschlussbuchse für das Biltzgerät befand sich unverändert links neben dem Sucher auf der Kameraoberseite. Weil die Kamera keinen Wechselsucher mehr besaß, konnte Agfa nun einen Zubehörschuh anbieten, der auf das Sucherokular aufgesteckt wurde und sich dann über dem Sucher befand. Er besaß aber keinen elektrischen Kontakt.

### Sucher
Die Selectaflex besaß keinen abnehmbaren Sucher mehr, weil mit einem Lichtschachtsucher die Anzeige für die Belichtungsmessung nicht abzulesen gewesen wäre. So war ein Prismensucher fest eingebaut, wobei die Mattscheibe unverändert ein Schnittbild zur Entfernungsmessung besaß, auch war sie wieder hell und klar.

### Belichtungsmesser
Die Bedienung lief ähnlich wie bei der Selecta ab, es gab aber keine Magische Taste, sondern einen mehrstufigen Auslöser. Für die Blendenautomatik musste der Blendenring auf A stehen. Im Sucher wurde am rechten Bildrand ein rotes Feld angezeigt. Drückte man den Auslöser leicht, dann wurde es grün, wenn das Licht für die eingestellte Belichtungszeit ausreichte, um den Film zu belichten, andererseits aber auch nicht so hell war, dass es trotz maximaler Abblendung zur Überbelichtung kam. Drückte man den Auslöser weiter bis zum Druckpunkt, dann wurde der von der Belichtungssteuerung gewählte Blendenwert im Fenster als Zahl angezeigt. Durchdrücken führte anschließend zur Auslösung. Die Blendenautomatik funktionierte mit den Zeiten 1⁄30 s und kürzer, die deswegen auf dem Zeitenring rot eingefärbt waren. Für die übrigen, schwarz eingefärbten Zahlen wurde eine manuelle Blendenwahl empfohlen.
Das System funktionierte ebenfalls mit einer Selenzelle oberhalb des Objektivs. Sie musste wegen der Blendenautomatik größer als bei der Ambiflex ausfallen, da es auch hier keine Batterie als Stromversorgung gab. Wegen der Selenzelle gab es unverändert keine TTL-Messung, was bei Erscheinen der Ambiflex 1959 noch nicht ungewöhnlich war. Während der Produktionszeit der Selektaflex erschien aber eine Außenmessung als zunehmend antiquiert.
Die Filmempfindlichkeit konnte gegenüber der Ambiflex in einem größeren Bereich eingestellt werden, nämlich von ISO 9/6° bis ISO 33/1600°. Dazu gab es wie bei der Selecta oben auf der Kamera ein Einstellrad.

### Filmtransport
Für den Filmtransport gab es einen Schnellschalthebel oben an der Kamera. Wie bei der Selecta befand sich das Zählwerk in Gestalt einer schmalen Walze an der Rückseite der Kamera nahe dem Kameraboden und zählte rückwärts. Der Rücktransport erfolgte durch Drehen eines Knopfs – nun mit ausklappbarer Kurbel – oben auf der Kamera.

### Objektive
Die Kamera besaß ein eigenständiges Bajonett, wobei die Objektive – wie von der Ambiflex bekannt – keinen Blendenring besaßen, dieser befand sich an der Kamera. Der eingestellte Blendenwert wurde dann beim Auslösen auf das Objektiv übertragen. Agfa bot wieder die gleichen Brennweiten und Lichtstärken an, die wiederum in einem zylindrischen Behälter aus transparenten Kunststoff geliefert wurden, in deren Deckel Silikat eingelegt war, um in Hinblick auf einen Einsatz in den Tropen die Feuchtigkeit zu binden:
- Color Ambion f/3,4 mit 35 mm und vier Linsen, 180 DM
- Color Solinar f/2,8 mit 50 mm und vier Linsen
- Color Solagon f/2,0 mit 55 mm und sechs Linsen
- Color Telinear f/3,4 mit 90 mm und fünf Linsen, 180 DM
- Color Telinear f/4,0 mit 135 mm und fünf Linsen, 240 DM
- Color Telinear f/4,5 mit 180 mm

An die Ambiflex ließen sich auch die Objektive der Selectaflex ansetzen. Umgekehrt galt dies nicht. Setzte man die Objektive der Ambiflex an die Selectaflex an, dann ließen sie sich nur mit einem mechanischen Eingriff wieder entfernen. Weil dies öfter vorkam, ging Agfa dazu über, mit einem Einlegeblatt in der Bedienungsanleitung der Kamera darauf hinzuweisen! Die Ambiflex-Objektive ließen sich an einer trichterförmigen Auskerbung an der Markierung für die Entfernungsskala erkennen. Die Selectaflex verlangte nach neuen Objektiven, weil sie ihre Lichtstärke für die Blendenautomatik an die Kamera übertragen mussten.
Obwohl andere Hersteller längst auf Aluminium übergegangen waren, besaßen alle Objektive unverändert Messingfassungen, was speziell dasjenige mit 180 mm Brennweite sehr schwer werden ließ.

### Modelle
Die Kamera wurde in zwei Kombinationen angeboten:
- Selectaflex I: Color Solinar, 599 DM
- Selectaflex II: Color Solagon

Die Selectaflex II wurde aber nur selten gekauft.

### Verbreitung
Die Selectaflex war ein Misserfolg. Die Kamera wirkte bereits bei ihrer Markteinführung veraltet, was sich im Laufe ihrer Produktionszeit erheblich verstärkte:
- Das Design kam noch aus den 1950er Jahren und erschien mit seinen Rundungen nicht mehr aktuell. Inzwischen waren generell kantige Gegenstände modern, hinzu kamen die Proportionen. Aktuelle Spiegelreflex-Kameras waren von länglicher Gestalt, sie waren breiter, weil ihr Schlitzverschluss auf beiden Seiten des Filmfensters Platz für seine Mechanik benötigte. Und sie besaßen eine flachere Kappe.
- Das Fehlen eines Rückschwingspiegels gab dem Fotografen bereits beim ersten Auslösen das Gefühl, ein antiquiertes Gerät in Händen zu halten.
- Die Außenmessung, auf welche die große Selenzelle auch noch besonders hinwies, traf man bei Kamera-Neuerscheinungen immer seltener an.
- Moderne Kameras hatten eine kürzeste Belichtungszeit von 1⁄1000 s, selbst die abgemagerten Einstiegsvarianten noch 1⁄500 s. Demgegenüber machte die 1⁄300 s der Selectaflex einen rückständigen Eindruck, wenngleich man damit in der Praxis gut leben konnte.
- Gegenüber den zunehmend größeren Programme der japanischen Hersteller wirkten gerade einmal sechs Objektive für die Selectaflex wenig zukunftssicher. Dabei konnte Agfa auch technisch nicht mithalten. Der Zentralverschluss beschränkte die Lichtstärke auf f/2, einen kleineren Blendenwert konnte man an der Kamera nicht einstellen und dafür reichte auch die Öffnung des Verschlusses nicht aus. Demgegenüber gab es immer mehr Spiegelreflexkameras mit einem Normalobjektiv f/1,2.

All diesen Punkten konnte die Selectaflex nur ihre Blendenautomatik als gewichtiges Argument entgegensetzen, während fast alle Konkurrenten noch mit Nachführmessung arbeiteten. Die kurzen Synchronzeiten des Zentralverschlusses hatten für die wenigsten Fotografen eine Bedeutung und das automatische Abblenden beim Auslösen gehörte inzwischen zum Standard einer Spiegelreflexkamera.